# Tipula (Microtipula) bilimeki
Tipula (Microtipula) bilimeki is een tweevleugelige uit de familie langpootmuggen (Tipulidae). De soort komt voor in het Neotropisch gebied.